# Aptat
Aptat ou Aptatus a été évêque de Metz vers 707 - 715.
Avant son accession au trône épiscopal, il pourrait avoir été référendaire de Clovis IV. On connaît en effet un diplôme de ce souverain rédigé en 691 par un fonctionnaire du nom d'Abthadus, sans qu'on puisse affirmer avec certitude qu'il s'agit de la même personne.
Considéré comme un saint catholique et orthodoxe, il est célébré le 21 janvier.